# Haplonycteris fischeri
Haplonycteris fischeri је врста слепог миша из породице великих љиљака (Pteropodidae).

## Распрострањење
Врста има станиште на Филипинима.

## Станиште
Станишта врсте су шуме и морски екосистеми. Врста је по висини распрострањена од 150 до 2.250 метара надморске висине.

## Угроженост
Ова врста није угрожена, и наведена је као последња брига јер има широко распрострањење.